# Trouhaut
Trouhaut település Franciaországban, Côte-d’Or megyében. Lakosainak száma 130 fő (2022. január 1.). Trouhaut Saint-Martin-du-Mont, Blaisy-Haut, Blaisy-Bas, Panges és Turcey községekkel határos.

## Népesség
A település népessége az elmúlt években az alábbi módon változott:
| Lakosok száma | 142  | 134  | 129  | 111  | 108  | 111  | 117  | 123  | 126  | 130  |
|               | 1968 | 1982 | 1990 | 2006 | 2013 | 2015 | 2017 | 2019 | 2020 | 2022 |